# Road Runner Express (Six Flags Fiesta Texas)
Pour les articles homonymes, voir Road Runner Express.
Road Runner Express est un parcours de montagnes russes du parc Six Flags Fiesta Texas, situé à San Antonio, dans le Texas, aux États-Unis.

## Statistiques
- Accélération maximale : 3 g
- Trains : 2 trains de 6 wagons. Les passagers sont placés par deux sur trois rangs pour un total de 36 passagers par train.
- Capacité: 1 800 personnes par heure.